# 文兰街道
文兰街道，是中华人民共和国辽宁省大連市瓦房店市下辖的一个乡镇级行政单位。

## 行政区划
文兰街道下辖以下地区：
光明社区、钻石社区、红风社区、新立社区、西环社区、东风社区、长丰社区、瓦纺社区、岗东社区、岗西社区、祝丰社区和长城社区。